# Българско военно гробище (Скопие)
Българското военно гробище в Скопие е създадено по време на Първата световна война. В него са погребани 468 български войници и офицери при градските гробища при гарата и 384 войници и офицери в 1-ва местна военна болница. По други данни в града са погребани 1 372 или 1 085 български военни. Български войници (около 240) са погребани и в общата сръбска костница „Свети Архангел Михаил“ в гробищата.